# Marzia Kjellberg
Marzia Kjellberg (nacida Bisognin; Arzignano, Vicenza, 21 de octubre de 1992), conocida como Marzia (antiguamente CutiePieMarzia), es una personalidad de Internet italiana quien también se desempeña como escritora, diseñadora y empresaria. Conocida por los videos de su canal de YouTube, que cerró en 2018 tras haber acumulado un pico máximo de 567 millones de reproducciones en agosto de 2017, y alcanzar unos 7,5 millones de suscriptores, lo que lo convirtió en el segundo canal con más suscriptores en Italia.

## Vida personal
Nació el 21 de octubre de 1992 en Arzignano, Vicenza, Italia.
Marzia y Felix Kjellberg, más conocido como PewDiePie, se conocieron a través de una amiga de ella, Daizo, quien le recomendó que viese a «este idiota jugando a videojuegos». Empezó a salir con Kjellberg en 2011, después de mandarle correos electrónicos y decirle lo graciosos que encontraba sus videos. Luego se mudó a Suecia, para vivir con él ese octubre. Después se mudaron juntos al país natal de ella, Italia, antes de trasladarse finalmente a Brighton, Reino Unido, donde vivían junto a su perro, Edgar. También tenían un erizo llamado Dogy. La relación 
entre Felix y Marzia llamó la atención de los medios. El 27 de abril de 2018, Marzia anunció en Instagram que Felix le había propuesto matrimonio. El 19 de agosto de 2019 se casaron. En 2022 el matrimonio pasó a residir en Japón. En febrero de 2023 se hizo público que estaban esperando su primer hijo. Su hijo Björn nació el 11 de julio de 2023.

## Carrera

### YouTube
Creó su canal en enero de 2012 y sus videos se centraban en la moda, el maquillaje, libros, películas, vlogs y videojuegos. A pesar de ser italiana, habla inglés e islandés para así poder llegar a un público más amplio.
Su canal fue uno de los más populares en la sección de belleza y maquillaje. En mayo de 2014, The Wall Street Journal declaró que atraía a más de 16 millones de visitantes cada mes. Además, su canal llegó a ser por un tiempo el que más suscriptores tenía en Italia, y luego el segundo. Su canal había ganado más de 2,2 millones de suscriptores en 2014. La audiencia de su canal se encontraba entre las edades de 13–24 años, quienes usaban sus videos como referencia. Se refería a sus fanes como «Marzipans». El 12 de junio de 2013, Marzia creó un video de Draw My Life para celebrar el millón de suscriptores.
En 2014, Felix y ella fueron parte de una campaña para promocionar la película de terror, As Above, So Below. Sus videos se centraron en un vlog de su viaje a París. La cadena ABC contrató a Bisognin, para promocionar su serie Selfie.
Además, Marzia ha sido actriz de voz. Prestó su voz al personaje de Carrie the Carrot en Oscar's Hotel for Fantastical Creatures. También para el personaje de Maya, basado en su propio perro, en una serie de seis episodios llamada Pugatory.
El 22 de octubre de 2018, Marzia subió un video final a su canal de Youtube antes de cerrarlo diciendo que terminaba su carrera después de siete años en la plataforma para tomar un rumbo más tranquilo con su vida. Declaró que Youtube estaba afectando a su salud mental de forma negativa y quería vivir una vida normal.

### Moda y diseño
El éxito de su canal le permitió diseñar su propia línea de ropa.
Desde marzo de 2015, Bisognin ha lanzado al mercado colecciones de pintauñas, productos de decoración y ropa. Sus líneas de ropa se venden en su página web. En 2016, diseñó zapatos «Daisy» a través de Project Shoe.
El 1 de julio de 2018, lanzó Maì, una marca de joyería, alfarería y diseño de interiores, que cerró en 2023.

### Otros proyectos
En enero de 2015, publicó un libro de fantasía/terror. La versión italiana se titula La Casa Dei Sogni y la inglesa Dream House: A Novel by CutiePieMarza.